# Jean-Luc Gripond
Jean-Luc Gripond est un dirigeant sportif français. Il a été secrétaire de l'équipe de Formule 1 Prost Grand Prix puis président du club de football de Nantes.
Depuis 2008, Président de SPORT VISION Associés.
Il a été auditeur interne d'un groupe chimique international et dirigeant d'une PME spécialiste d'ingénierie.

## Biographie
Diplômé de l'Institut d'études politiques d'Aix-en-Provence en 1978 et titulaire d'un MBA, Jean-Luc Gripond est un « homme d'entreprise ». Il a été auditeur interne d'un groupe chimique international et dirigeant d'une PME spécialiste d'ingénierie avant d'intégrer des entreprises sportives de premier niveau : Prost Grand Prix et le FC Nantes Atlantique.

### Prost Grand Prix
Secrétaire Général de Prost Grand Prix, il officie de sa création à juin 2001.

### FC Nantes
En 2001, la Socpresse, un groupe de presse, rachète le FC Nantes Atlantique (redevenu FC Nantes le 1er janvier 2008) après son huitième titre de champion de France. Elle nomme Jean-Luc Gripond président du FC Nantes en septembre de cette année.
En décembre 2001, quelques mois seulement après son arrivée, il licencie l'entraîneur, Raynald Denoueix dépositaire du "jeu à la nantaise", qui était en poste d'entraîneur de l'équipe première depuis 1997 (et au club depuis 30 ans), et nomme à sa place Angel Marcos, ancien entraîneur du FC Lorient et ancien joueur de Nantes.
Pendant sa présidence les résultats sportifs du club ne font que diminuer - excepté en 2003/2004 - et les entraîneur se succèdent : Angel Marcos, puis Loïc Amisse, et Serge Le Dizet en quatre ans.
À l'intersaison 2003-2004, après de bons résultats (6e place et finale de coupe de la ligue), il vend de nombreux joueurs titulaires (Mario Yepes, Sylvain Armand, Nicolas Gillet, Viorel Moldovan, Mathieu Berson, Marama Vahirua et Stéphane Ziani) et les remplace par des joueurs peu expérimentés. Le recrutement est un échec, et après le remplacement de Loïc Amisse par Serge le Dizet en décembre 2004, le club se maintient de justesse en première division lors de la dernière journée.
Il est écarté en juin 2005 par Serge Dassault, le nouveau propriétaire du club depuis un an, lors d'une assemblée générale, et remplacé par Rudi Roussillon, puis Luc Dayan en juin et juillet 2007, avant que Waldemar Kita ne rachète le club et en prenne la présidence.